# Liliana Bodoc
Liliana Chiavetta, más conocida como Liliana Bodoc (Santa Fe, 21 de julio de 1958-Mendoza, 6 de febrero de 2018), fue una escritora y poeta argentina que se especializó en literatura juvenil y adulta. Con su trilogía La saga de los confines se mostró como la revelación argentina en el género de la épica y la literatura fantástica; y sus libros fueron traducidos al alemán, neerlandés, japonés, polaco, inglés e italiano.
Además, con su novela El espejo africano, obtuvo el prestigioso premio Barco de Vapor en 2008.

## Biografía
Nació el 21 de julio de 1958 en la provincia de Santa Fe, y cuando tenía 6 años su familia se trasladó a Mendoza porque su padre había conseguido su trabajo allí. Estudió Licenciatura en Letras en la Universidad Nacional de Cuyo y ejerció como docente de Literatura Española y Argentina en diversos colegios de la misma universidad a 30 kilómetros de la ciudad de San Luis, hasta su muerte producto de un paro cardíaco, ocurrida la madrugada del 6 de febrero de 2018. Se había convertido del catolicismo al islam.

## Fallecimiento
La escritora Liliana Bodoc falleció en la madrugada del 6 de febrero de 2018. Murió súbita y aparentemente de un paro cardíaco. La noticia fue compartida por Diego Gareca, el secretario de Cultura de la provincia de Mendoza. Bodoc y Gareca habían estado en Cuba hasta el día anterior a la muerte de la escritora, donde participaron en la 27.ª edición de la Feria Internacional del Libro de La Habana. Su fecha de fallecimiento coincide con la de la legisladora y periodista Débora Pérez Volpin.
La Secretaría de Cultura de la provincia de Mendoza ya había anunciado en el año 2017 que la edición 2018 de la Feria del Libro de Mendoza sería dedicada a la biografiada. La fecha de celebración de dicha edición fue del 28 de septiembre al 14 de octubre de 2018 y su fin fue poner en valor la trayectoria de Liliana Bodoc, tal como se hizo en ocasiones anteriores con Rolando Braceli y Joaquín Lavado, conocido popularmente como Quino.

## La saga de Los Confines
En el año 2000 y a los cuarenta años, Liliana Bodoc publicó su primera novela, Los días del Venado, con la editorial Norma. La novela recibió varias distinciones que recibió un premio a la Mejor Obra Literaria Juvenil por la Fund1ación El Libro en la Feria del Libro de Buenos Aires de 2000; Premio Fantasía en el año 2000; Primer Premio de Narrativa, otorgado por la Fundación “Fantasía Infantil y Juvenil” en 2001, Mencionando especiales de The White Ravens otorgada por el International Board on Books for joven Personas (IBBY) en el año 2002. El libro estuvo también en la lista de honor del Premio Andersen en 2000. En 2002 publicó la secuela de Los días del Venado con el título de Los días de la Sombra, que también recibió buenas críticas. En 2004 publicó el tercer y último libro de La saga de los confines (denominación que tiene el conjunto de tres títulos): Los días del fuego.En el año 2016 participó como jurado en el Premio Cuento Digital Sub-18 organizado por la Fundación Itaú Argentina.
A pesar de que con su trilogía, la más exitosa en cuanto a ventas y crítica de sus obras, Bodoc parecía haber dado por concluida la historia concerniente a este "universo ficcional", en 2012 la autora regresó con un libro que equivale a lo que en las series televisivas o cinematográficas es denominado como spin off u obra derivada. Fue con Oficio de búhos, un volumen de cuentos bajo la rúbrica Relatos de Los Confines, con el que retomó y completó 29 historias dispersas en el relato general de La saga de Los Confines.
Considerada como una de las series de novelas más importantes entre las publicadas en la Argentina en los últimos años, La saga de Los Confines puede considerarse una reelaboración de sagas al estilo de las de J. R. R. Tolkien, desde una mirada "latinoamericanista". En su estudio dedicado a la saga, la especialista Susana Sagrillo explica que la escritura de estas novelas no puede pensarse sin la concepción indigenista de la conquista de América, tal como fue desarrollándose con los años pero que quedó catalizada al conmemorarse los 500 años del descubrimiento, que fue cuando dejó de considerarse tal hecho como "un proceso que permite el avance de la civilización sobre la barbarie, sino la destrucción de los pueblos originarios y de toda su cultura". Para Sagrillo, es "en este marco de nuevos puntos de vista respecto de la historia, Liliana Bodoc concibe y escribe la Saga. Y es esta visión del mundo la que podemos rastrear en su obra" (La obra voz en "La saga de los confines", de Susana Sagrillo, Ediunc, 2011).
En el año 2017 la autora revisitar Los Confines una vez más junto con Gonzalo Kenny, su ilustrador predilecto, al publicar por su cuenta el libro Venado, con ilustraciones y textos inéditos que hacen clara alusión a Los días del Venado, el primer libro de La saga de Los Confines. Como si ello fuera poco, el libro contó con prólogo de Ursula K. Le Guin y Ciruelo, quienes ya habían demostrado admiración por el trabajo de Bodoc anteriormente. Si bien esta edición sería el primer libro de tres en total de "El arte de Los Confines" (uno por cada libro original de la saga), se desconoce hasta el momento si se publicarán el segundo y el tercer libro tras el sorpresivo fallecimiento de la autora.
La autora plantea que el modelo tolkeniano es eurocéntrico, patriarcal, ario y eclesiástico, que por eso quiso escribir una saga con otra visión del mundo. Para ellos, leyó durante mucho tiempo libros sobre las culturas mapuche, azteca y maya”. «Cuando digo magia ya existe; es un concepto tan viejo como el hombre. Y lo mágico tiene la función del horizonte, que se corre para ir más lejos. El relámpago fue algo mágico, hasta que el hombre lo entendió. Y siempre va a haber cosas que no podamos entender. De lo contrario, el mundo sería horrible”.

## Tiempo de dragones

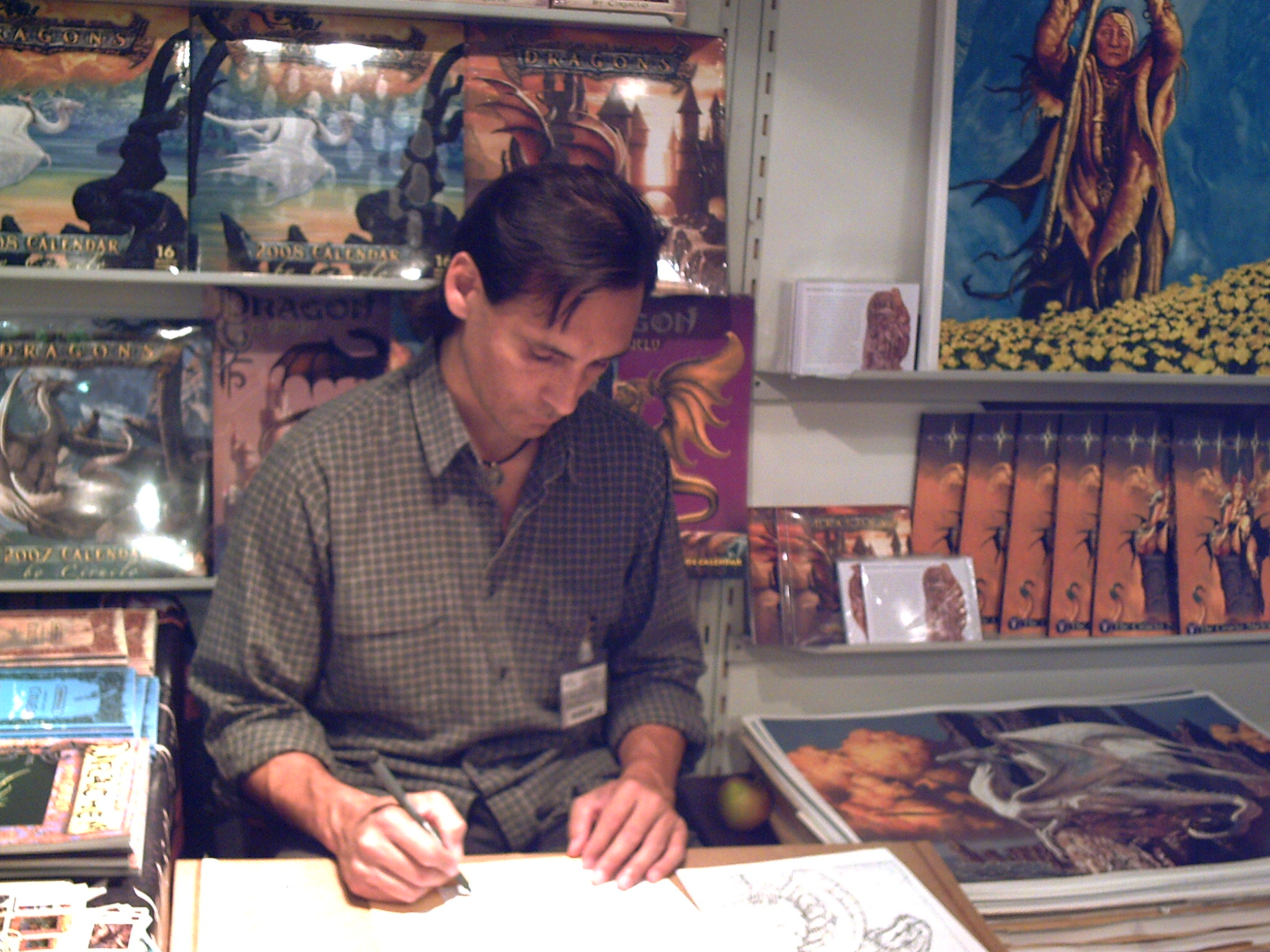
Ciruelo (artista)

Después de haber publicado libros sobre otras temáticas, Liliana Bodoc comenzó una nueva serie que podría considerarse la de mayor cercanía a los libros que le otorgaron la fama en lo que al género fantástico respecta. A pesar de haber comenzado como un proyecto conjunto con el artista Ciruelo con posibilidades de llevar la historia al cine, esto no se pudo concretar por diferentes razones y la historia continuaría únicamente de la mano de la autora en el formato de novela. No obstante, y si bien la saga se había anunciado como una tetralogía, solo se alcanzaron a publicar las dos primeras novelas debido al repentino fallecimiento de la autora el 6 de febrero de 2018. El tercer tomo se publicó póstumamente, con ayuda de sus hijos, Galileo y Romina Bodoc. La primera novela se tituló Tiempo de dragones: La profecía imperfecta. (2015), la segunda recibió el nombre Tiempo de dragones: El elegido en su soledad. (2017), y la tercera Tiempo de Dragones: Las crónicas del mundo (2022). La autora había mencionado en una entrevista que la cuarta parte haría las veces de una precuela de la historia principal.

## Reconocimientos
En 2004 y 2014 la Fundación Konex honró a Liliana Bodoc con el Diploma al Mérito y en 2014 le otorgó el Premio Konex de Platino. En mayo de 2016 recibió el título honoris causa de la Universidad Nacional de Cuyo, donde luego dictó un taller de escritura literaria. En 2008, recibió el premio Barco de Vapor en la Argentina, por su novela El espejo africano En 2002 ganó el premio en la feria del libro en Bs As. Ha integrado la lista de premios de The White Ravens (International Jugendbibliothek, Múnich) en 2002 y 2013. también ganó el Premio Calidoscopio de Venezuela (2003) por “Los días de la Sombra”, y la distinción de “Destacados de Alija” (2002-2003) por su novela juvenil “Diciembre Súper Álbum”. Además, el 8 de septiembre de 2004 la Fundación Konex la honró con el Diploma al Mérito.
El 19 de abril de 2018, la Facultad de Filosofía y Letras de a Universidad Nacional de Cuyo inauguró el espacio comercial y cultural de su editorial, EDIFYL, con el nombre de Librería Liliana Bodoc, por resolución N.º 218 del Consejo Directivo de dicha casa de estudios.
El 4 de julio de 2018, la Cámara de Diputados de la provincia de Mendoza hizo un reconocimiento póstumo a la escritora declarando el 21 de julio Día provincial del libro infantil y juvenil" (ley 9.079). El pedido se originó en la Facultad de Filosofía y Letras de la Universidad Nacional de Cuyo y el proyecto de la senadora por Mendoza Fernanda Lacoste fue aprobado por unanimidad en ambas cámaras. El texto de la norma indica "Se pretende con esta celebración, propiciar en nuestra provincia la concreción de eventos especiales tales como encuentros con autores e ilustradores, concursos de cuento, premios para libros publicados entre otros; y una amplia difusión de su obra, especialmente en el ámbito educativo formal y no formal”.
La primera celebración de este día (en 2018) coincide con el sexagésimo aniversario de su nacimiento.